# Rieseberg (Königslutter)
Rieseberg ist ein Stadtteil von Königslutter am Elm im Landkreis Helmstedt im Bundesland Niedersachsen, an dem eine gleichnamige Erhebung liegt. Traurige Berühmtheit erlangte der Ort durch die Rieseberg-Morde, bei dem 1933 SS-Angehörige elf politische Gegner ermordeten.

## Lage
Rieseberg liegt rund 5 km südöstlich des Autobahnkreuzes Wolfsburg/Königslutter (A 39 und A 2) und rund 6 km nordnordwestlich der Stadtmitte von Königslutter am Rande der Schunterniederung. Der alte Ortskern hat die Form eines langgestreckten Hufeisens.

## Geschichte

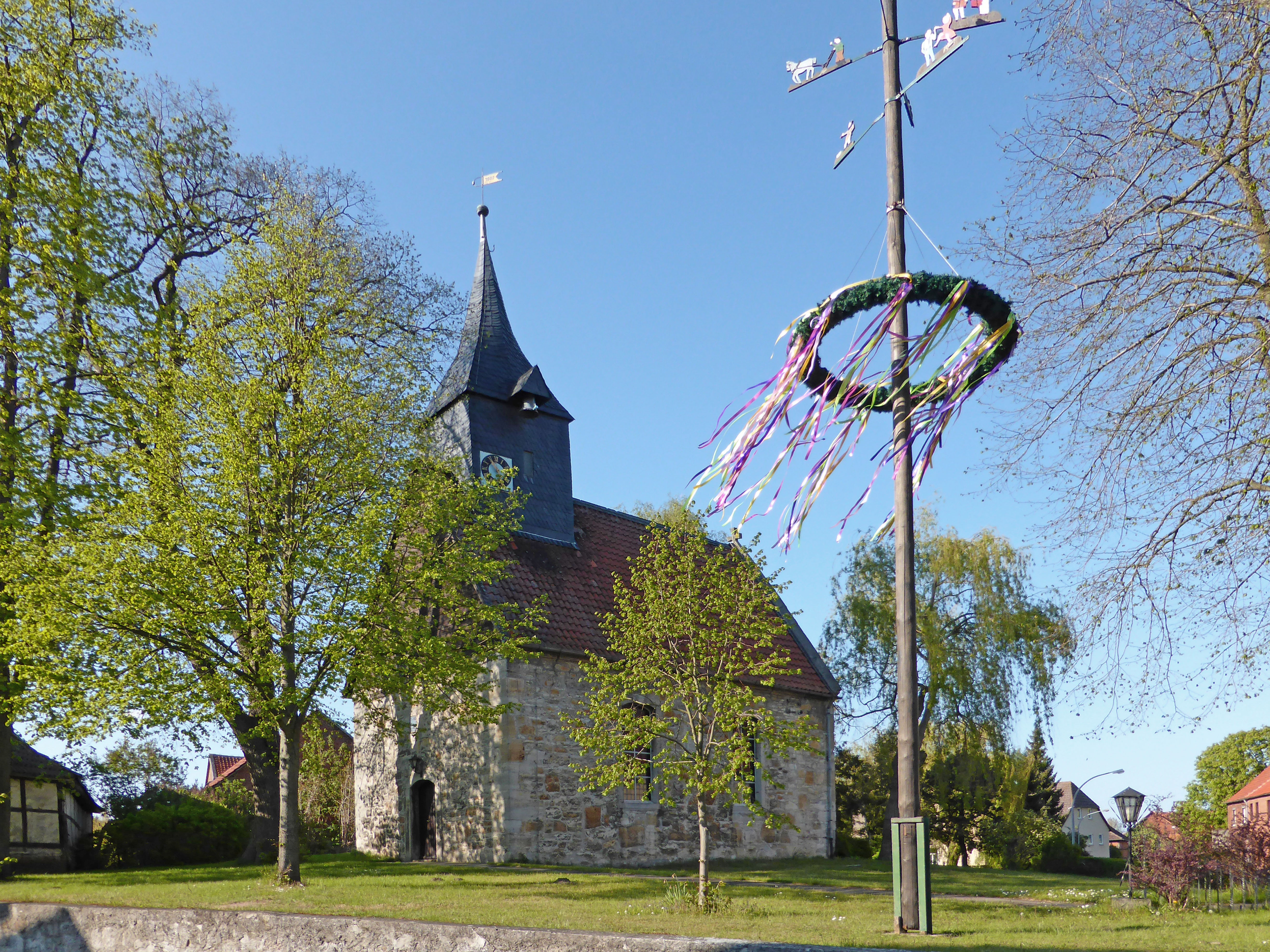
Kirche und Maibaum

Die Kirche im Ort entstand 1585, sie gehört zur Propstei Königslutter der Evangelisch-lutherischen Landeskirche in Braunschweig.

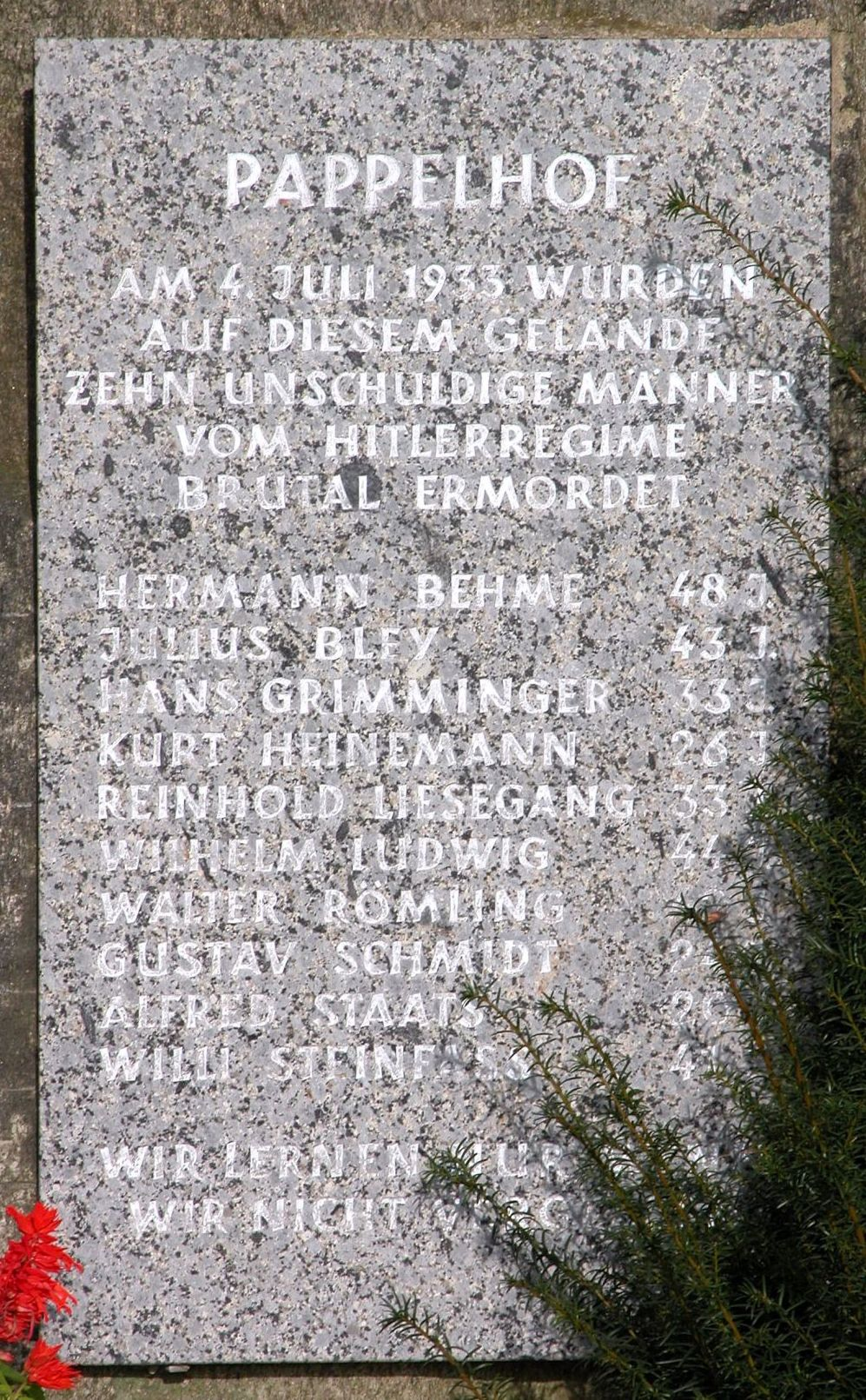
Gedenkstein vor dem Pappelhof zur Erinnerung an die Rieseberg-Morde

Der abseits des Ortes in Richtung des Rieseberger Moores gelegene „Pappelhof“ wurde am 4. Juli 1933 zum Tatort für elf politische Morde der SS, die später als die Rieseberg-Morde bekannt wurden. Die SS hatte die politischen Gegner (SPD- und KPD-Angehörige) am gleichen Tage nach Folterungen und Verhören aus Braunschweig hergebracht. An ihnen sollte ein Exempel statuiert werden als Vergeltung für den Tod eines SS-Mitglieds am 29. Juni 1933 in Braunschweig. Die Leichen wurden auf dem Friedhof im Ort verscharrt und 1953 exhumiert. Der Hof war Gewerkschaftseigentum und diente als Ferienheim für Arbeiterkinder, heute steht er im Privateigentum.
Im August 1959 wurde bei Rieseberg das Jugendheim Pappelhof des Deutschen Gewerkschaftsbundes eröffnet.
Am 1. März 1974 wurde Rieseberg in die Stadt Königslutter am Elm eingegliedert.

## Name
Rieseberg wurde 1344 urkundlich erstmals als Risberghe erwähnt. Weitere Bezeichnungen waren 1353 Ryseberge, 1359 Riseberch und 1530 Rißenberg. Allen Schreibweisen ist gemein, das ein riesiger Berg namensgebend war. Das ursprüngliche Ris wandelte sich später zu Rise. Das bedeutete so viel wie Abhang und findet sich noch im Englischen als to rise (sich erheben). Es gab aber auch die Theorie, dass der Dorfname mit dem Wort Reisig für Reisigzweig in Verbindung steht.

## Wappen
Im Wappen von Rieseberg ist ein grüner Hügel im silbernen Schild zu erkennen. Darauf entwachsend ist ein grün-brauner Baum zu erkennen. So wird der Ortsname redend wiedergegeben. Der silberne Wellenbalken fließt stellvertretend für die Scheppau und den Mühlenbach und verweist generell auf das Naturschutzgebiet des Rieseberger Moors. Am 19. März 1964 genehmigte der Präsident des Verwaltungsbezirks Braunschweig das Wappen.

## Naturschutzgebiete
Südwestlich von Rieseberg liegt der gleichnamige Berg Rieseberg mit einer Höhe von 158 m ü. NHN.
Er ist aus Muschelkalk aufgebaut und trägt einen Laubmischwald. Wegen des kalkhaltigen Bodens gedeihen hier viele kalkliebende Pflanzen, darunter auch Orchideen. Der Berg steht seit 1983 unter Naturschutz. Der Verein „Freilicht- und Erlebnismuseum Ostfalen (FEMO)“ richtete einen „Erlebnispfad Rieseberg“ ein, dessen Ausgangspunkt der Parkplatz am Sportplatz ist.
Südöstlich von Rieseberg liegt das Rieseberger Moor, das seit 1955 ein Naturschutzgebiet ist. Es ist ein gut erhaltendes Niedermoor mit Ansätzen zum Hochmoor, auf dem großflächig Grauweiden, Birken und Erlen stehen. Die Torfschichten haben eine Mächtigkeit von 1 bis 2 m. Sie bildeten sich in einer etwa 1 × 1 km großen Bodensenke seit etwa dem 7. Jahrtausend v. Chr. Wirtschaftlich genutzt wurde es seit 1744 für den Torfstich und bis in die 1950er Jahre zur Gewinnung von Moorsole.

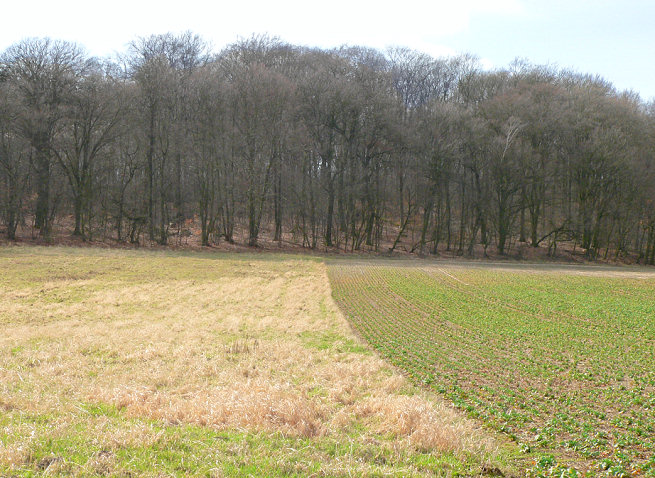
Blick hinauf zur Erhebung Rieseberg
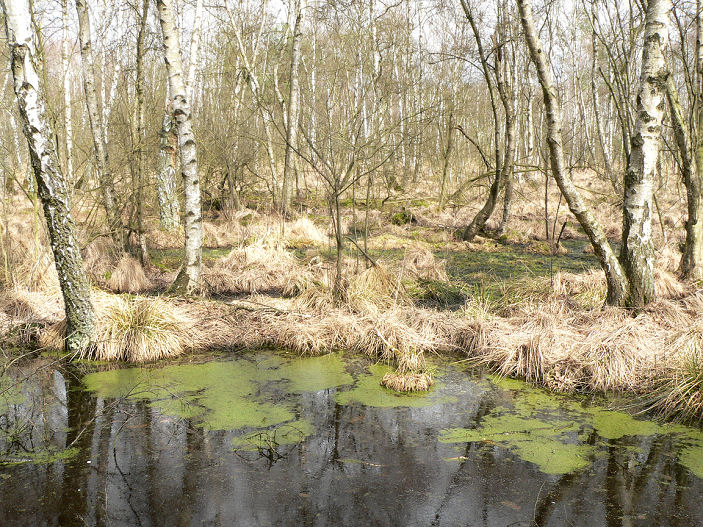
Rieseberger Moor